# Mononegavirales
Мононегавирусы (лат. Mononegavirales) — порядок вирусов, содержащих одноцепочечную (−)РНК. Выделен в 1990 году, первым среди порядков вирусов, в составе 3 семейств (Filoviridae, Paramyxoviridae и Rhabdoviridae), в дальнейшем объём порядка был увеличен.

## Жизненный цикл
Вирусные частицы связываются с рецепторами на поверхности клеток, например, с сиаловой кислотой; вирусная оболочка и плазматическая мембрана сливаются и вирус попадает внутрь клетки. В цитоплазме вирусная частица распадается, освобождая генетический материал.
Геном вирусов имеет отрицательную полярность и не кодирует белков. мРНК синтезируется РНК-зависимой РНК-полимеразой (англ. RDRP). Таким образом, для синтеза вирусных белков в вирионе обязательно должна содержаться РНК-зависимая РНК-полимераза.
РНК-зависимая РНК-полимераза связывается с единственным промотором на 3'-конце геномной РНК и начинает транскрипцию. В промежутках между генами РНК-зависимая РНК-полимераза делает «остановки» и освобождает отдельные мРНК. Подобная особенность синтеза (+)РНК приводит к тому, что продукты генов, находящихся ближе к 3'-концу генома, синтезируются в бо́льшем количестве, чем в случае генов на 5'-конце. Расположение генов в направлении от 3' к 5'-концу является способом регуляции транскрипции, — гены белков нуклеокапсида, которых вирусам требуется больше, находятся на 3'-конце, ген РНК-зависимой РНК-полимеразы — на 5'-конце.
В цитоплазме клетки начинается трансляция вирусных белков на синтезированных мРНК на рибосомах хозяина. В некоторых случаях РНК-зависимая РНК-полимераза синтезирует полные копии (+)-антигеномов, которые затем транскрибируются в (-)-геномные РНК.
Синтезированные вирусные белки и геномные (-)РНК в ходе самосборки объединяются в вирусные частицы и накапливаются вблизи плазматической мембраны. Вирионы отпочковываются от клетки, при этом получают оболочки, состоящие из фрагментов плазматической мембраны хозяина. Новые вирионы заражают другие клетки, цикл размножения повторяется.

## Классификация
На июль 2021 года в порядок включают 11 семейств:
- Artoviridae (2 рода)
- Bornaviridae — Борнавирусы (3 рода)
- Filoviridae — Филовирусы (6 родов)
- Lispiviridae (1 род)
- Mymonaviridae (9 родов)
- Nyamiviridae (7 родов)
- Paramyxoviridae — Парамиксовирусы (4 подсемейства и 3 рода вне их)
- Pneumoviridae (2 рода)
- Rhabdoviridae — Рабдовирусы (3 подсемейства и 7 родов вне их)
- Sunviridae (1 род)
- Xinmoviridae (1 род)